# Albert Buysse
Albert Buysse (Eeklo, 30 november 1911 – Sint-Niklaas, 13 oktober 1998) was een Belgisch wielrenner. 
Hij stamde uit de bekende Belgische wielrennerfamilie Buysse. Hij was de zoon van Marcel Buysse, de winnaar van de Ronde van Vlaanderen 1914 en de oudere broer van Norbert Buysse. Zijn vader Marcel was weer een broer van Lucien Buysse, winnaar van de Ronde van Frankrijk in 1926 en Jules Buysse. 
Albert Buysse was professioneel wielrenner van 1931 tot 1944. In 1950 maakte hij nog een korte comeback. Hij was een specialist op de baan en met name als zesdaagsenwielrenner. Zijn meest aansprekende prestatie was in 1943 toen hij Nationaal kampioen omnium werd. 
Hij nam in zijn carrière deel aan 36 zesdaagsen en wist er hiervan negen als overwinnaar af te sluiten, waarvan zes samen met zijn landgenoot Albert Billiet. 

## Overwinningen en ereplaatsen
1933
- 1e in de Zesdaagse van Marceille samen met Albert Billiet
- 1e in de Zesdaagse van Berlijn samen met Roger De Neef

1934
- 3e in de Zesdaagse van Amsterdam
- 2e in de Zesdaagse van Antwerpen
- 3e in de Zesdaagse van Parijs

1935
- 3e in de Zesdaagse van Brussel

1936
- 1e in de Zesdaagse van Brussel samen met Albert Billiet
- 2e in de Zesdaagse van Londen

1937
- 1e in de Zesdaagse van Londen samen met Piet van Kempen
- 1e in de Zesdaagse van Rotterdam samen met Albert Billiet
- 2e in de Zesdaagse van Antwerpen
- 2e in de Zesdaagse van Kopenhagen

1938
- 1e in de Zesdaagse van Londen samen met Albert Billiet
- 1e in de Zesdaagse van Antwerpen samen met Albert Billiet
- 2e in de Zesdaagse van Gent

1939
- 1e in de Zesdaagse van Parijs samen met Albert Billiet
- 1e in de Zesdaagse van Antwerpen samen met Albert Billiet
- 2e in de Zesdaagse van Brussel
- 3e in de Zesdaagse van Londen

1941
- 1e bij het Nationaal Kampioenschap omnium op de baan

1943
- 3e bij het Nationaal Kampioenschap achtervolging op de baan

## Ploegen
- 1931-1944: Individueel
- 1950: Alcyon-Dunlop